# (15779) Scottroberts
(15779) Scottroberts (1993 OA3) – planetoida z pasa głównego okrążająca Słońce w ciągu 3,55 lat w średniej odległości 2,33 j.a. Odkryta 26 lipca 1993 roku.